# Lillsjön (Dorotea socken, Lappland, 712117-153728)
Lillsjön är en sjö i Dorotea kommun i Lappland och ingår i Ångermanälvens huvudavrinningsområde. Sjön har en area på 0,376 kvadratkilometer och ligger 327 meter över havet.

## Delavrinningsområde
Lillsjön ingår i det delavrinningsområde (712058-153798) som SMHI kallar för Utloppet av Lillsjön. Medelhöjden är 335 meter över havet och ytan är 4 kvadratkilometer. Det finns inga avrinningsområden uppströms utan avrinningsområdet är högsta punkten. Vattendraget som avvattnar avrinningsområdet har biflödesordning 6, vilket innebär att vattnet flödar genom totalt 6 vattendrag innan det når havet efter 267 kilometer. Avrinningsområdet består mestadels av skog (71 procent). Avrinningsområdet har 0,46 kvadratkilometer vattenytor vilket ger det en sjöprocent på 11,5 procent.